# Жене (Нормандия)
Жене́ (фр. Genêts, французское произношение: [ʒənɛ]) — коммуна на северо-западе Франции, находится в регионе Нормандия. Департамент коммуны — Манш. Входит в состав кантона Авранш. Округ коммуны — Авранш. Неподалёку расположен Мануар де Брион, древний бенедиктинский приорат аббатства Мон-Сен-Мишель. Коммуне также принадлежит приливной остров Томбелен, расположенный в 3,5 км от берега.

## География

### Местонахождение
Деревня расположена на западе области Авраншин, на северном берегу залива Мон-Сен-Мишель, откуда открывается вид на сам залив, остров Томбелен (птичий заповедник) и Мон-Сен-Мишель. К северу от деревни находится мыс д’Анден, который когда-то был оживлённым портом Жене. Порт давно стал заиленным, и от него остался лишь обширный пляж, с которого можно совершить прогулку в Мон-Сен-Мишель через Томбелен. Жене граничит с коммунами Вэн, Басийи и Дражей и пересекается рекой Лерре.
Центр коммуны находится в 8 км к югу от Сартильи, в 12 км к западу от Авранша и в 22 км к юго-востоку от Гранвиля.
| Драже-Ронтон (территория Драже) | Драже-Ронтон (территория Драже) | Басийи |
| Ла-Манш                         | Компас                          | Басийи |
| Ла-Манш                         | Ла-Манш                         | Вэн    |

### Эрозия
Текущая эрозия пляжа и дюн Драже в заливе Мон-Сен-Мишель является причиной отступления береговой линии примерно на 250 м с середины XX века. Продукты эрозии переносятся на мыс д’Анден, где песчаные отложения, поднимающиеся перед старыми дюнами, имеют тот же порядок.

### Климат
| Параметры климата коммуны Жене за период 1971—2000 гг. | Параметры климата коммуны Жене за период 1971—2000 гг. |
| ------------------------------------------------------ | ------------------------------------------------------ |
| Среднегодовая температура                              | 11,4 °C                                                |
| Количество дней с температурой ниже нормы −5 °C        | 1,1                                                    |
| Количество дней с температурой выше нормы 30 °C        | 0,6                                                    |
| Годовая температурная амплитуда                        | 11,9 °C                                                |
| Годовые показатели количества осадков                  | 741 мм                                                 |
| Количество дней с осадками в январе                    | 12,9                                                   |
| Количество дней с осадками в июле                      | 7,5                                                    |

В 2010 году климат коммуны был классифицирован как «откровенно океанический климат», согласно типологии климатов Франции, которая в то время включала восемь основных типов климата во Французской метрополии. В 2020 году климат коммуны отнесён к категории «океанический климат» по классификации, разработанной Метео-Франс, которая в настоящее время насчитывает только пять основных типов климата во Французской метрополии. Этот тип климата обуславливает мягкие температуры и относительно обильные осадки (в связи с влиянием Атлантики), распределённые в течение всего года с небольшим максимумом с октября по февраль. Этот климат соответствует климату Cfb-Cwb-Cfc (умеренный морской климат) по Кёппену.
Климатические параметры, использованные для определения типологии 2010 года, включают шесть переменных для температуры и восемь для осадков, значения которых соответствуют норме 1971—2000 годов. Семь основных переменных, характеризующих коммуну Жене, представлены во врезке.
Ввиду глобального потепления эти переменные изменились. Исследование, проведённое в 2014 году Генеральным директоратом по энергетике и климату, дополненное региональными исследованиями, прогнозирует повышение средней температуры и снижение среднего количества осадков, хотя и с сильными региональными различиями. Эти изменения можно наблюдать на ближайшей метеостанции Метео-Франс «Понторсон» в коммуне Понторсон, которая была введена в эксплуатацию в 1997 году и находится на расстоянии 15 км по прямой, где среднегодовая температура составляет 11,8 °C, а количество осадков — 838,6 мм за период 1981—2010 гг. На ближайшей исторической метеостанции, «Гранвиль — Пуант дю Рок», в коммуне Гранвиль, которая была введена в эксплуатацию в 1973 году и находится на расстоянии 19 км, среднегодовая температура изменяется от 11,6 °C за период 1971—2000 гг. до 11,9 °C за 1981—2010 гг. и затем до 12,4 °C за 1991—2020 гг.

## Городское планирование

### Типология
Жене является сельской коммуной, так как относится к коммунам с низкой или очень низкой плотностью населения, согласно сетке плотности населения Insee.
Кроме того, коммуна является частью водосборного района Авранш, в зоне которого она находится. Эта территория, включающая 32 коммуны, относится к категории с населением менее 50 000 человек.
Коммуна, граничащая с Ла-Маншем, также является прибрежной коммуной по смыслу закона от 3 января 1986 года, известного как Закон о прибрежной зоне. Поэтому для сохранения природных территорий, объектов, ландшафтов и экологического баланса береговой линии применяются специальные градостроительные положения, такие как принцип невозможности строительства за пределами урбанизированных территорий на 100-метровой прибрежной полосе или более, что должно учитываться при местном городском планировании.

### Землепользование

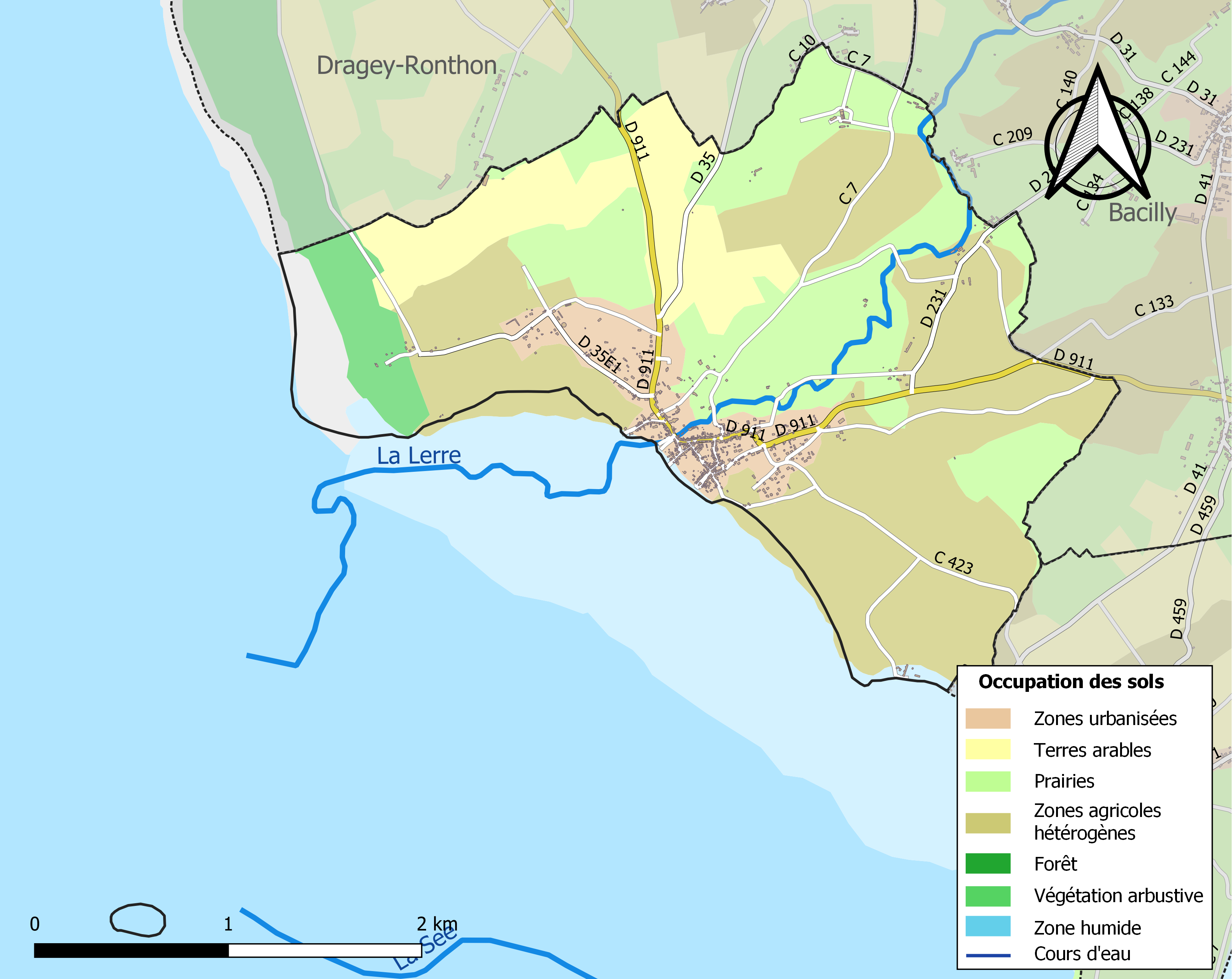
Карта инфраструктуры и землепользования в коммуне в 2018 году (Почвенно-растительный покров Корины).

Землепользование коммуны, как показывает европейская биофизическая база данных землепользования Corine Land Cover (CLC), характеризуется важностью сельскохозяйственных земель (84,2 % в 2018 году), которые, тем не менее, сократились по сравнению с 1990 годом (88,7 %). Подробное распределение в 2018 году выглядит следующим образом: неоднородные сельскохозяйственные территории (43,5 %), луга (27,4 %), пахотные земли (13,3 %), урбанизированные территории (8,9 %), кустарниковая и/или травянистая растительность (4,3 %), открытые пространства с незначительной растительностью или без неё (1,6 %), прибрежные водно-болотные угодья (0,9 %).
IGN также предоставляет онлайн-инструмент, позволяющий сравнивать эволюцию во времени землепользования муниципалитета (или территорий в разных масштабах). Несколько периодов доступны в виде карт или аэрофотоснимков: карта Кассини (XVIII век), штабная карта (1820—1866) и текущий период (с 1950 по настоящее время).

## Топонимика
Название местности засвидетельствовано как Genitium в X веке, de Genecio в 1066 году, Genez в 1115 году, Genecium в 1140 году.
Название Genêts (происходит от Genicio около 1060, Genitium, Genecium) не связано с одноимённым растением дрок (лат. genĕsta, genista), но оно хорошо соответствует его географическому положению, поскольку основано на кельтском gen, которое встречается в окрестностях: Argennes в Сен-Квентин-сюр-ле-Ом и Ingena, бывшее название Авранша. Архетипом должно быть *genu- (Genova, Geneva) «рот, устье» ср. бретонское genou и валлийское genau «рот, устье», от топографического значения «embouchure» и Genêts «место возле устья» (в данном случае рек Сэ и Селюн), то есть в устье Лерре, на котором расположено поселение (аллюзия на залив Мон-Сен-Мишель).
Франсуа де Борепер первым связал Genitium / Genecium с галльским элементом gen(u)a «рот; устье, устье», за радикалом gen- которого здесь следовал бы суффикс -icium.
До 1893 года официальное написание коммуны было Genest.
Этнохороним — Женестэс (фр. Genestais).

## История

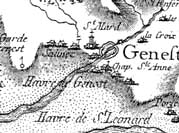
Карта Жене, опубликованная в 1759 году. Устье реки ещё не заилено. На этой карте допущена ошибка: показан район Сальмес, но он был смыт в предыдущем году в результате сочетания высоких приливов и движения рек Сэ и Селюн.

Хорошие условия укрытия, предлагаемые местной гаванью (дуга между мысом д’Анден и Верхним Монселем, обрамляющая устье Лерре), позволили развиться поселению и стать довольно важным торговым портом: вино, пшеница, сушёная рыба, гипс, известняк, галантерея, ткани. Древние источники упоминают о деятельности этого порта. Здесь находился порт оппидума Ингена (ныне Авранш), главного поселения абренкатуйцев. Торговля в этом регионе, жерновами из Бри и Шампани, дала название Буа-де-Мель. В XIV веке население города достигло 3000 жителей.
Но в последующие века залив Жене постепенно заилился, а устье Лерре заполнилось, в результате чего порт исчез. Сейчас деревня отделена от моря болотами.
Уголовное дело Гастона Дюрана происходило в Жене и было рассмотрено в Кутансе 9 марта 1925 года.
1 января 1973 года Жене объединился с Драже, Ронтоном и Сен-Жан-ле-Тома, образовавшаяся коммуна получила название Драже-Томбелен. Жене и Сен-Жан-ле-Томас вышли из ассоциации в 1979 году, и объединённая коммуна была переименована в Драже, затем в Драже-Ронтон.

## Политика и администрация

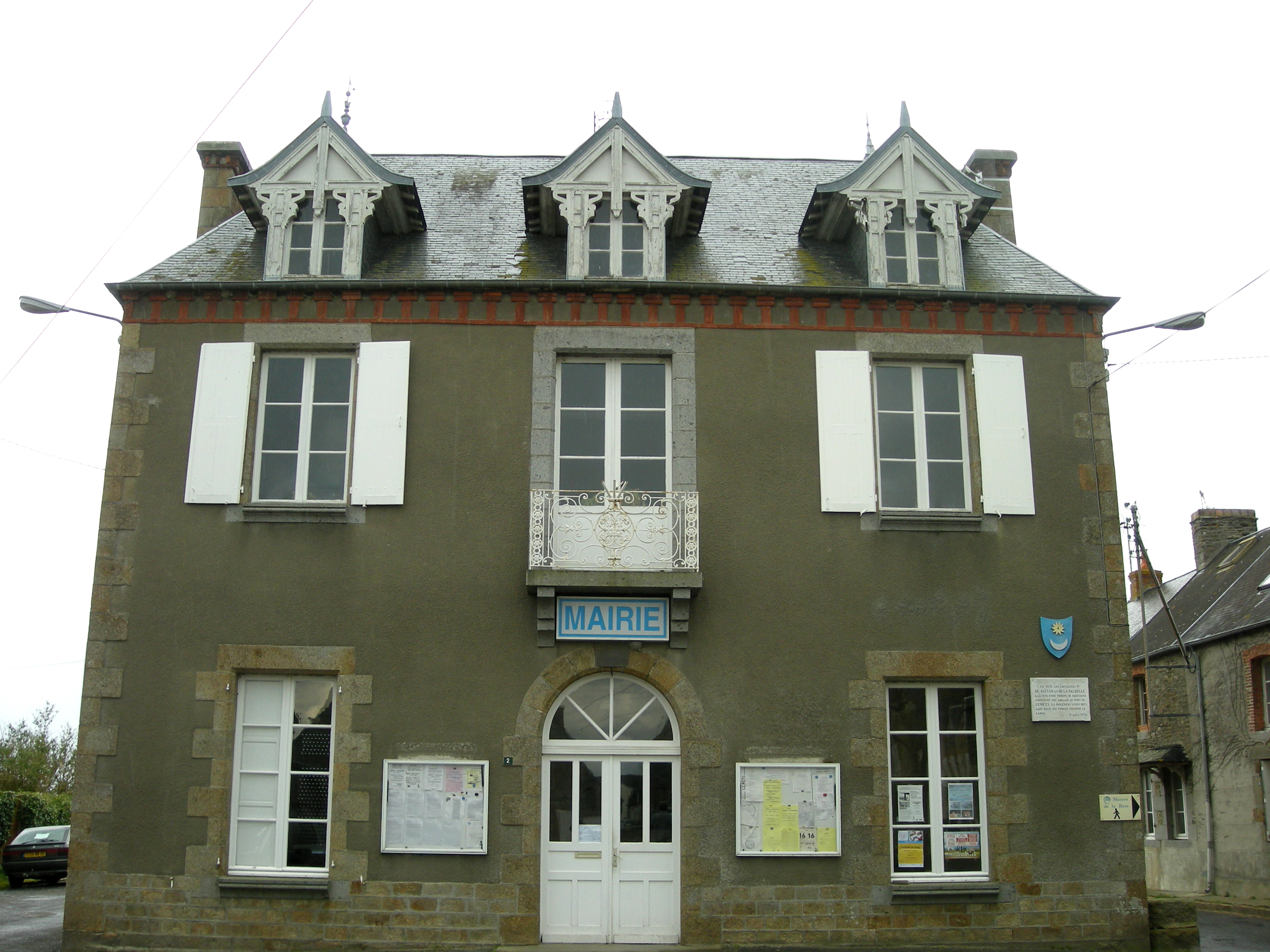
Мэрия.

| Период    | Период    | ФИО                   | Квалификация                                                                       |
| --------- | --------- | --------------------- | ---------------------------------------------------------------------------------- |
| 1791      | 1803      | Пьер-Гийом Бьенвеню   |                                                                                    |
| 1803      | 1808      | Огюст Дюшен           |                                                                                    |
| 1808      | 1810      | Луи Шесне             |                                                                                    |
| 1810      | 1848      | Пьер Эстор            |                                                                                    |
| 1848      | 1859      | Эмиль Дюпон           |                                                                                    |
| 1859      | 1868      | Константин Ле Клерк   |                                                                                    |
| 1868      | 1884      | Поль Питон            |                                                                                    |
| 1884      | 1913      | Пол Ленепвеу де Дюнги |                                                                                    |
| 1913      | 1929      | Виктор Морен          |                                                                                    |
| 1929      | 1935      | Альфред Дюшен         |                                                                                    |
| 1935      | 1959      | Морис Лесрель         | Адвокат                                                                            |
| 1959      | 1959      | Марсель Винур         |                                                                                    |
| 1959      | 1963      | Жан Симон             | Фермер                                                                             |
| 1963      | 1972      | Рене Шене             | Фермер                                                                             |
| 1972      | 1977      | Мишель Леметье        | Фермер                                                                             |
| 1977      | 1979      | Андре Мишель          | Республиканская гвардия                                                            |
| 1979      | 1983      | Эммануэль Левейли     | Каменщик                                                                           |
| 1983      | 1989      | Анри Тропе            | Фермер                                                                             |
| 1989      | июнь 1995 | Мари-Клер Даниэль     | Учитель                                                                            |
| июнь 1995 | март 2008 | Жак Гек               | Страховщик                                                                         |
| март 2008 | март 2014 | Аллен Лалисс          | Пенсионер, специалист по гражданскому строительству                                |
| март 2014 | н.в.      | Катрин Бруно-Рин      | Исполнительный директор по правовым и коммерческим вопросам, советник департамента |

Муниципальный совет состоит из одиннадцати членов, включая мэра и трёх депутатов.

## Демография
В XIV веке в Жене проживало около 2000 жителей, а в 1836 году, после введения республиканских переписей, в Жене насчитывалось до 1017 жителей.
Динамика численности населения известна благодаря переписям населения, проводившимся в коммуне с 1793 года. Начиная с 2006 года, численность населения муниципалитетов ежегодно публикуется INSEE. В настоящее время перепись основана на ежегодном сборе информации, касающейся всех общинных территорий в течение пятилетнего периода. Для муниципалитетов с населением менее 10 000 человек каждые пять лет проводится перепись всего населения, при этом численность населения за промежуточные годы оценивается путём интерполяции или экстраполяции. Что касается коммуны Жене, то первая исчерпывающая перепись населения по новой системе была проведена в 2005 году.
Население коммуны на 2019 год составляло 447 человек, что на 6,68 % больше, чем в 2013 году (Манш: −0,97 %, Франция без учёта Майотты: +2,17 %).
| 1793 | 1800 | 1806 | 1821 | 1831 | 1836 | 1841 | 1846 | 1851 |
| ---- | ---- | ---- | ---- | ---- | ---- | ---- | ---- | ---- |
| 913  | 900  | 934  | 879  | 1010 | 1017 | 951  | 932  | 920  |

| 1856 | 1861 | 1866 | 1872 | 1876 | 1881 | 1886 | 1891 | 1896 |
| ---- | ---- | ---- | ---- | ---- | ---- | ---- | ---- | ---- |
| 960  | 900  | 835  | 776  | 749  | 715  | 647  | 663  | 601  |

| 1901 | 1906 | 1911 | 1921 | 1926 | 1931 | 1936 | 1946 | 1954 |
| ---- | ---- | ---- | ---- | ---- | ---- | ---- | ---- | ---- |
| 606  | 585  | 602  | 480  | 527  | 560  | 543  | 534  | 545  |

| 1962 | 1968 | 1975 | 1982 | 1990 | 1999 | 2005 | 2006 | 2010 |
| ---- | ---- | ---- | ---- | ---- | ---- | ---- | ---- | ---- |
| 532  | 501  | 524  | 524  | 481  | 439  | 439  | 443  | 417  |

| 2015 | 2019 | - | - | - | - | - | - | - |
| ---- | ---- | - | - | - | - | - | - | - |
| 431  | 447  | - | - | - | - | - | - | - |

## Экономика и инфраструктура
Между коммуной и песчаным пляжем расположен кемпинг.

## Местная культура и наследие

### Места и памятники

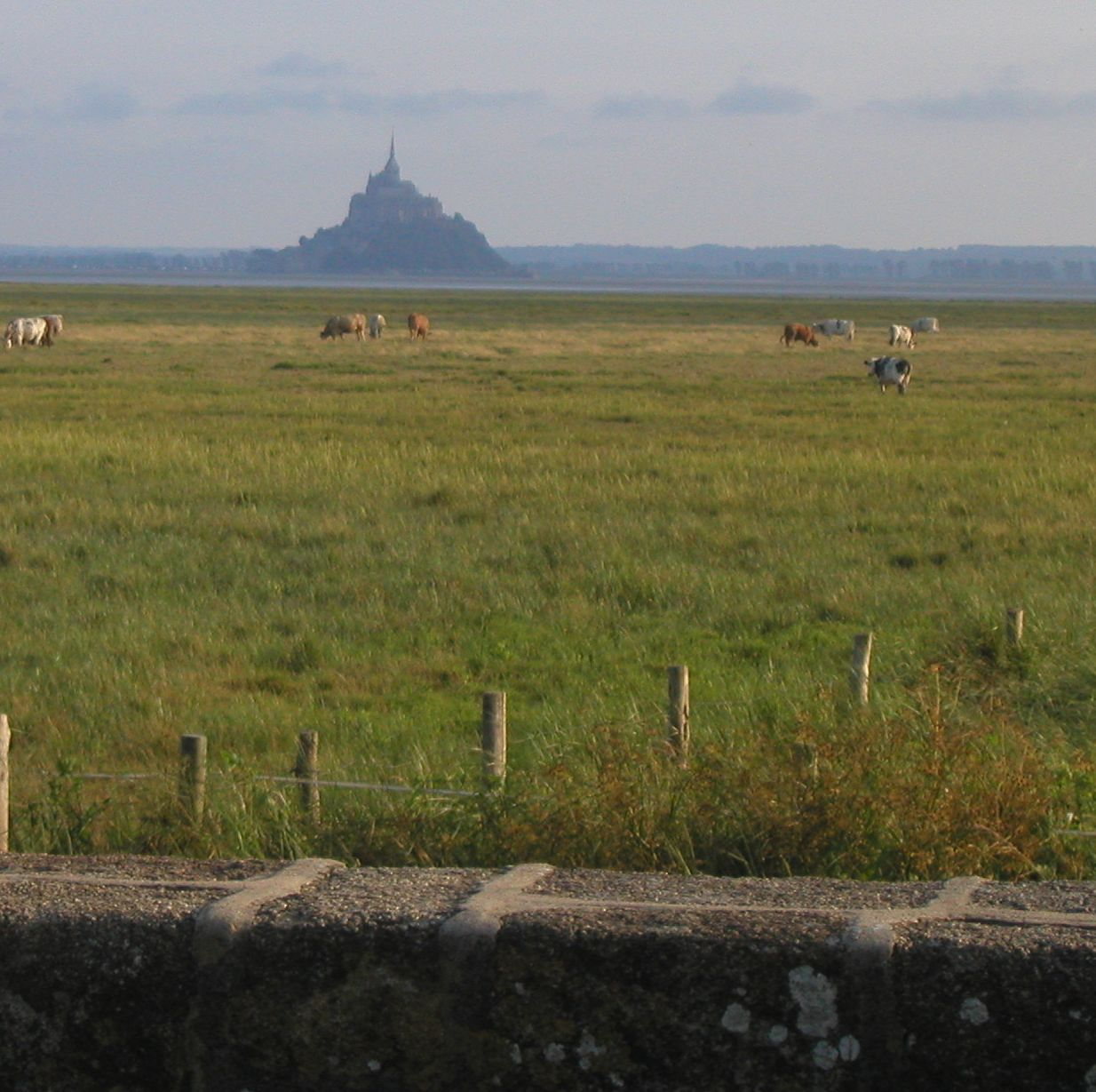
Вид на Мон-Сен-Мишель.

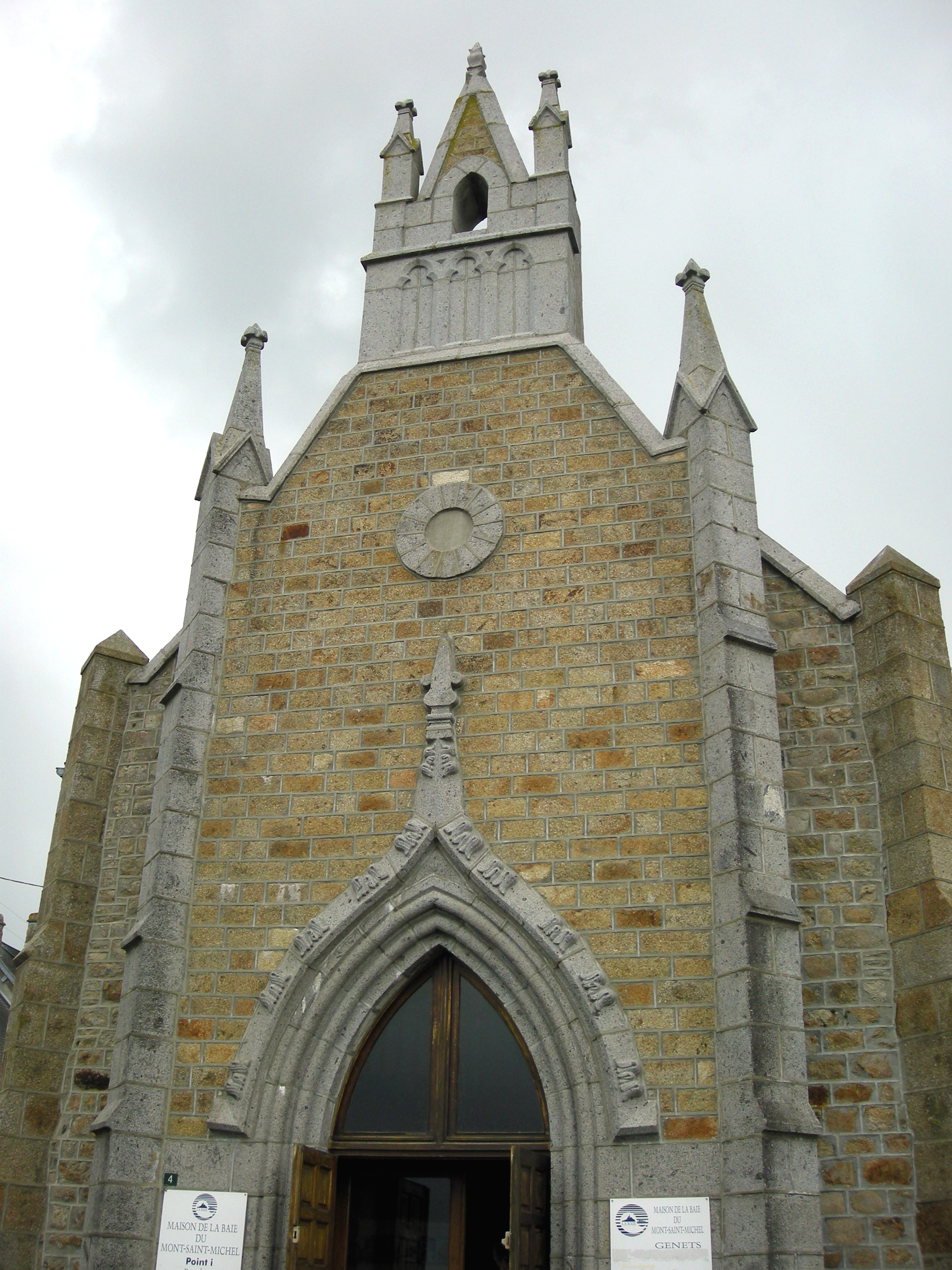
Дом у залива, расположенный в бывшей часовне Сен-Анн.

Жене был конечным пунктом многих паломнических маршрутов на Мон-Сен-Мишель. К XIV веку население выросло до примерно 3000 человек, а церковь окружали семь часовен, включая часовню Сен-Анн, которая была разрушена и позже восстановлена. Церковь Богоматери — единственный сохранившийся памятник этого периода.

#### Церковь в Жене
Церковь Нотр-Дам де Жене (с элементами XI, XIV, XV и XVIII века) посвящена Богородице, а также Святому Себастьяну.

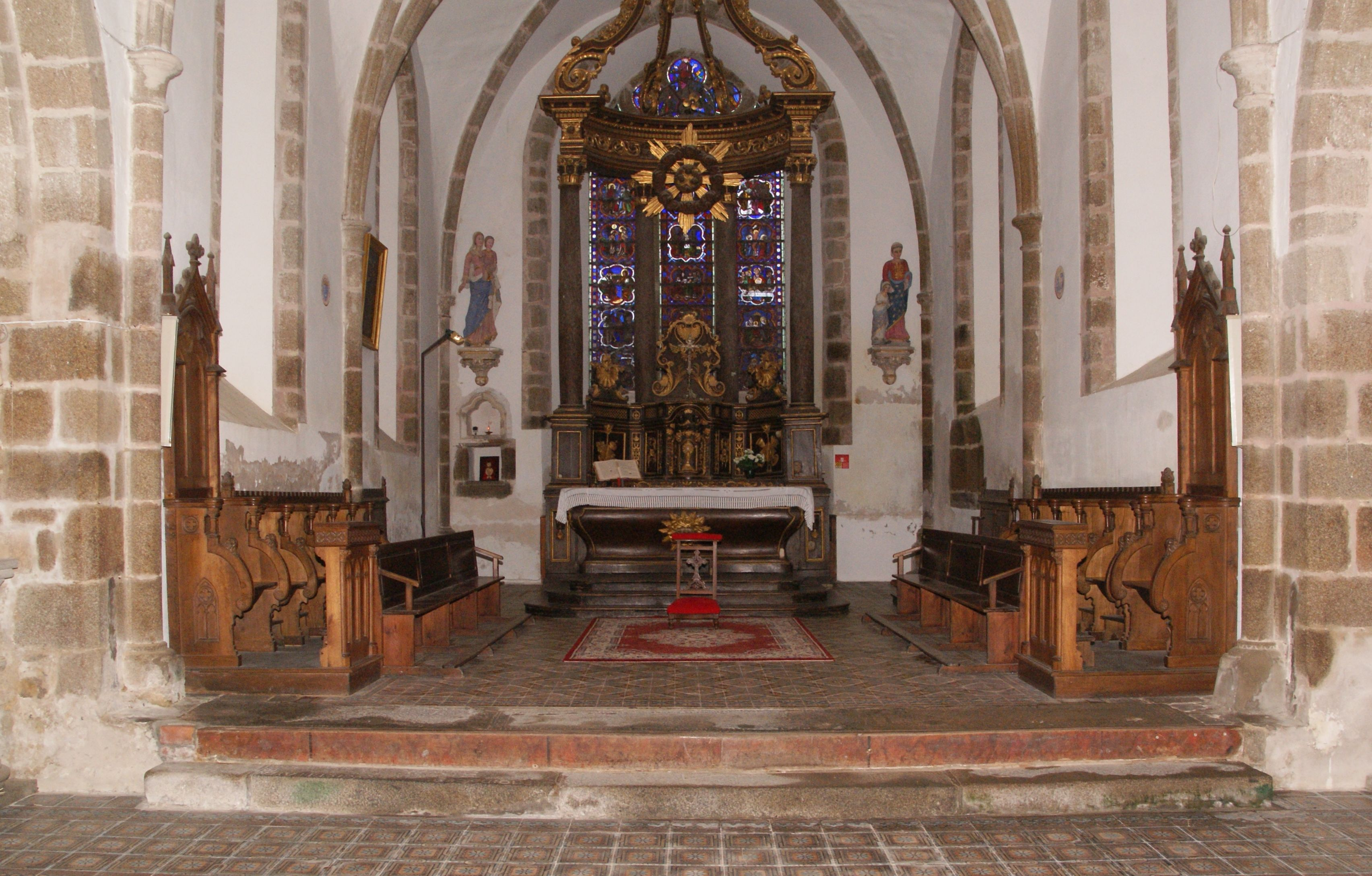
Хор церкви Нотр-Дам.

Нет точных данных о первой церкви Жене, некоторые элементы которой всё ещё существуют в нынешнем трансепте. В XI веке великий аббат Ле Монт, Роберт де Ториньи, «восстановил церковь, которая пришла в упадок», и освятил её в 1157 году. К этому периоду относятся трансепт и прочная квадратная башня с каменным шпилем. После того, как англичане сожгли церковь, аббаты-бароны Николя Ле Витрие и Жоффруа де Сервон, «державшие в одной руке шпатель, а в другой меч», восстановили её. Во время Религиозных войн церковь была разграблена войсками Монтгомери. К концу XVII века здания находились в очень плачевном состоянии, с дырами в крышах и разрушающимися алтарями. В следующем, XIX веке была предпринята попытка восстановления.
Сегодня это историческое наследие является предметом мер по сохранению и тщательного мониторинга. Церковь и кладбище были классифицированы как исторические памятники 13 июня 1959 года. Внутри здания статуи, алтари и другие элементы в последние годы были внесены в список охраняемых объектов культуры или зарегистрированы как исторические памятники. Статуя Девы Марии, датируемая XIV-м веком, внесена в список с 1908 года. Трансепт с четырьмя массивными колоннами и башней на его пересечении относится к романскому периоду. Некоторые старые элементы были включены в эту конструкцию. Двухэтажная башня, когда-то увенчанная шпилем, была переделана в XVI веке аббатом Гийомом де Лампсом, который установил на ней двускатную крышу. Оригинальные колокола, переплавленные во время революции и заменённые в XIX веке, также использовались для ориентирования людей, заблудившихся в заливе в туманную погоду. Скамьи южного крыльца, строительство которого приписывается Гийому де Лампсу в XIV веке, раньше использовались для приходских дел.
Хоры с плоской апсидой разделены на три отсека. Они могли быть построены примерно в середине XIII века. Апсида украшена витражом, восстановленным в XIX веке, некоторые элементы которого относятся к XIII веку. Неф, который очень трудно датировать, был сильно изменён в XVIII веке. В ходе недавних реставрационных работ была обнаружена конструкция крыши XV века с заострёнными и шарнирными балками, которая была восстановлена. Помимо большой стеклянной крыши, в церкви находятся интересные предметы, статуи, алтари. Художник Александр Клод-Луи-Лавалли изобразил здесь Христа, выходящего из гробницы.

#### Другие места

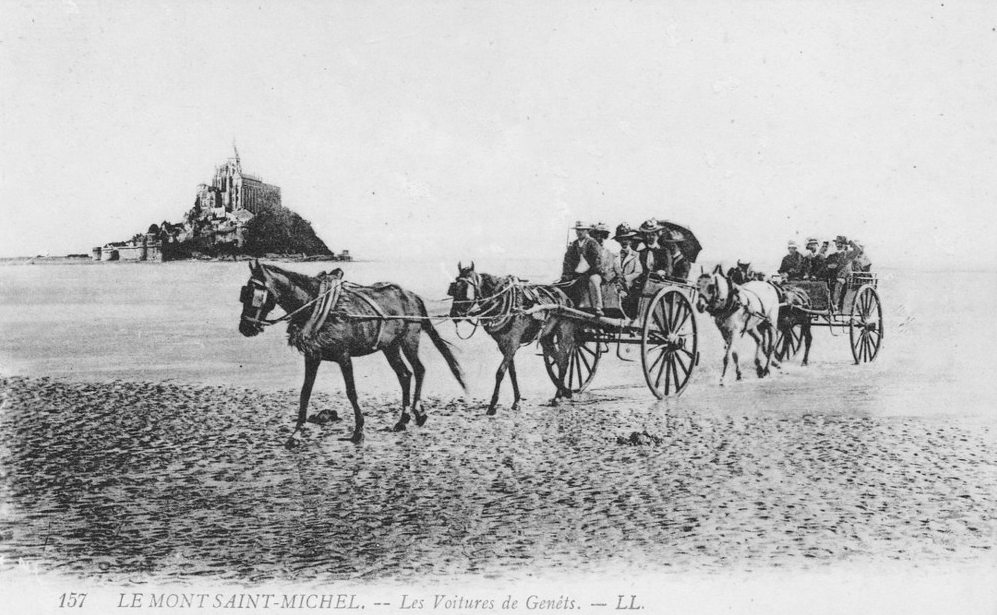
Маринготт, конный экипаж, который обеспечивал связь Жене с Мон-Сен-Мишелем.

- Часовня Сен-Анн (переоборудованная в туристический офис) бывшего отеля Дьё, известного как лепрозорий в Монт-Корин. Он был присоединён к отелю Дьё в Авранше в 1696 году[59].
- Мыс д’Анден с пляжем и дюнами, который недавно был застроен. Это отправная точка для переправы через залив[англ.], чтобы добраться до Томбелена или Мон-Сен-Мишеля или для паломничества в аббатство[англ.].
- Ипподром де Грев, где каждый год в июле проводятся рысистые бега.
- Сад при монастыре.
- Островок Томбелен, который административно зависит от Жене. Государственная собственность, орнитологический заповедник, с 9 октября 1936 года классифицируется как исторический памятник[60].

### Личности, связанные с коммуной

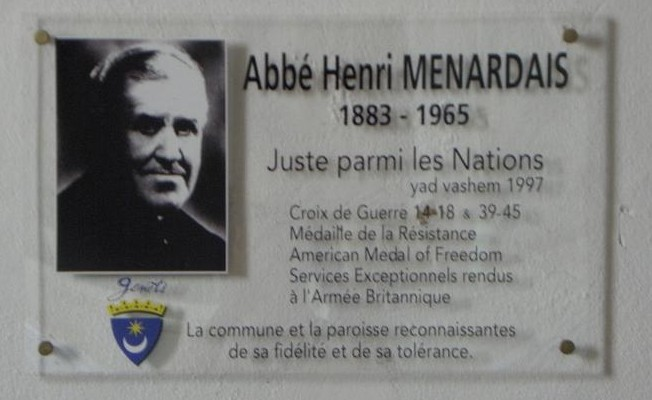
Мемориальная доска в память об аббате Анри Менаре в церкви Нотр-Дам-де-Жене.

- Обер Авраншский[англ.] (660—ок. 725 гг.) — основатель Мон-Сен-Мишель.
- Луи Адриан[фр.] (1859—1933), создатель каски Адриана (Первая мировая война), похоронен в Жене.
- Адольф-Александр Лесрель[англ.] (1839—1929), художник, родился и умер в Жене.
- Александр-Клод-Луи Лавалли[фр.] (1862—1927), художник, обладатель Римской премии в 1891 году, у него был второй дом в Жене[61].
- Аббат Анри Менарде (1883—1965), родившийся и похороненный в Жене, был приходским священником Шальмезона[англ.] с 1934 по 1952 годы. Он был награждён воинскими медалями за 1914—1918 и 1939—1945 годы, медалью Сопротивления, награждён британской и американской армиями и посмертно удостоен медали Праведника народов мира в 1997 г. за то, что во время Второй мировой войны спрятал и спас сотни евреев, в частности, выдав поддельные свидетельства о крещении. Его имя занесено на памятник Яд ва-Шем в Иерусалиме[62].
- Морис Утрилло (1883—1955), художник, жил в Жене.

### Геральдика
| Герб Жене | Блазон      | В лазурном поле лежащий серебряный полумесяц, увенчанный восьмиконечной золотой звездой |
| Герб Жене | Подробности | Официальный статус герба пока не определён.                                             |

### Галерея

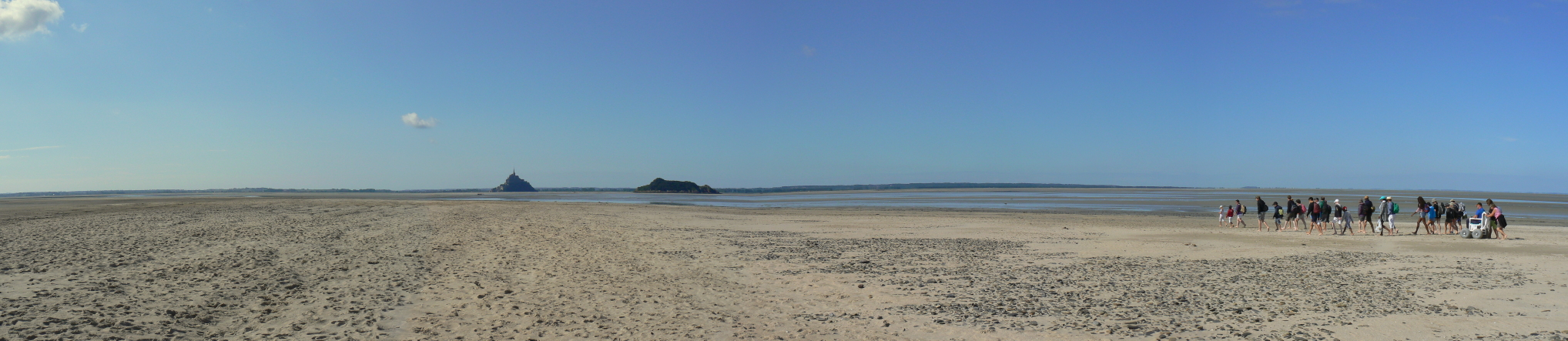
Переправа на берег Мон-Сен-Мишель из Бек-д'Андэн.

### Комментарии
1. ↑  Мыс д'Анден является завершением этой эрозионно-проградационной системы.
2. ↑  Нормы используются для представления климата. Они рассчитываются за 30 лет и обновляются каждое десятилетие. После норм 1971—2000 годов были определены нормы на период 1981—2010 годов, а с 2021 года нормы 1991—2020 годов являются эталонными нормативами в Европе[10].
3. ↑  Расстояние рассчитывается по прямой между фактической метеостанцией и коммуной.
4. ↑  Историческая метеостанция определяется как метеостанция, работавшая до 1970 года и расположенная ближе всего к коммуне. Таким образом, данные охватывают как минимум три тридцатилетних периода (1971—2000, 1981—2010 и 1991—2020).
5. ↑  В соответствии с зонированием сельских и городских муниципалитетов, опубликованным в ноябре 2020 года, с применением нового определения сельской местности, утверждённого 14 ноября 2020 года межминистерским комитетом по делам сельских территорий.
6. ↑  В октябре 2020 года концепция городской водосборной площади[англ.] заменила прежнюю концепцию городской территории[англ.], чтобы обеспечить сопоставимое сравнение с другими странами ЕС.
7. ↑  мэрия Драже-Томбелен
8. ↑  Досье Insee — население коммуны по годам: 2006[44], 2007[45], 2008[46], 2009[47], 2010[48], 2011[49], 2012[50], 2013[51], 2014[52], 2015[53], 2016[54], 2017[55], 2018[56] и 2019[57]